# 薩克森-科堡-薩爾費爾德的夏洛特·索菲公主
夏洛特·索菲（德語：Charlotte Sophie，1731年9月24日—1810年8月2日），薩克森-科堡-薩爾費爾德公爵法蘭茲·約西亞斯的女兒，母親是施瓦茨堡-魯多爾施塔特的安娜·索菲。

## 家庭
1755年，夏洛特·索菲與梅克倫堡-施威林的路德維希結婚，兩人共有1子1女：
1. 腓特烈·法蘭茲（1756年—1837年）
2. 索菲·弗蕾德里克（1758年—1794年）